# Anders Fredrik Beckman
Anders Fredrik Beckman (født 23. oktober 1812 i Skaraborgs län, død 24. september 1894 på Brunsbo ved Skara) var en svensk teolog. Han var far til Ernst Beckman.
Beckman blev 1836 Dr. phil., 1841 cand. theol. og docent i dogmatik ved Uppsala Universitet. Efter nogle år som lektor i Skara, blev han på ny (1847) lærer ved Uppsala Universitet, 1851 professor og 1863 domprovst sammesteds. 1864—75 var han med iver og nidkærhed biskop i Härnösand, derefter i Skara indtil sin død. Som biskop havde Beckman haft sæde i den sidste stænderrigsdag (1865—66), som gennemførte den nye rigsdagsordning. 1867—72 var han derefter medlem af Riksdagens førstekammer og arbejdede her blandt andet for at skaffe dissenterne almindelige borgerlige rettigheder. Beckman viste sig i hele sin virksomhed og sit store forfatterskab som en besindig og tolerant teolog, der med iver deltog i drøftelsen af alle brændende kirkelige spørgsmål.
1849—51 udgav han Tidskrift för svenska kyrkan, 1861—67 Teologisk tidskrift. Som rektor ved Uppsala Universitet tilrådede han 1859 (i et universitetsprogram) at afskaffe landsforvisningsstraffen or de fra den evangeliske lære frafaldne. Mod Boströms Anmärkningar om helvetesläran skrev han til forsvar for kirkens dogmer Om den eviga osaligheten (1864). Desuden fejdede han med Viktor Rydberg om Kristi guddom (Nya testamentets lära om Kristi gudom (1862) og Är Kristus i sin förut-tillvaro idealmänniskan och icke Gud? (1865).